# Ґерд Брантенберґ
Ґерд Мьоен Брантенберґ (норв. Gerd Mjøen Brantenberg; нар. 27 жовтня 1941, Осло) — норвезька письменниця, викладачка та феміністка.

## Біографія
Ґерд Брантенберґ народилася 27 жовтня 1941 року в Осло, столиці Норвегії, але виросла у Фредрікстаді. Вивчала англійську мову, історію та соціологію в Лондоні, Единбурзі та Осло. Має англійський говедфаг (основний предмет, що відповідає ступеню магістра), отриманий в Університеті Осло, де вона також вивчала історію та політологію. Працювала викладачкою у норвезьких та данських середніх школах, а також обіймала посади у профспілці викладачів та Норвезькій спілці авторів.
З 1972 по 1983 рік працювала в Жіночому будинку в Осло. Була членкинею правління першої в Норвегії асоціації гомосексуалів «Пакт 1948 року», яка стала попередницею Норвезької національної асоціації за визволення лесбійок і геїв. Вона засновувала жіночі притулки та працювала в Лесбійському русі в Осло та в Копенгагені. У 1978 році вона заснувала Літературний жіночий форум з метою заохочення жінок писати та публікуватися.
З 1982 року — постійна письменниця. Вона опублікувала 10 романів, 2 п'єси, 2 переклади та багато політичних пісень, а також брала участь у численних антологіях. Її найвідоміший роман — «Дочки Еґалії» (норв. «Egalias døtre»), який був опублікований у 1977 році в Норвегії. У романі жінка визначається як нормальна, а чоловік — як ненормальна, підкорена стать. Всі слова, які в нормі вживаються в чоловічому роді, подаються в жіночому, і навпаки.

## Сім'я
У 1970-х роках Брантенберґ мала лесбійське партнерство з данською письменницею Вібеке Васбо, яка приєдналася до неї в Осло в 1974 році.
Вона є двоюрідною сестрою радіо- і телеведучого Ларса Мьоена.

## Нагороди
У 1983 році була відзначена премією імені Мадса Веля Нюґаардса. У 1986 році нагороджена данською літературною премією «Тітпрісен», названою на честь данського письменника Тіта Єнсена.